# Custodelela hamata
Custodelela
Genre
Espèce
Custodelela hamata, unique représentant du genre Custodelela, est une espèce fossile d'araignées aranéomorphes de la famille des Linyphiidae.

## Distribution
Cette espèce a été découverte dans de l'ambre de Bitterfeld en Saxe-Anhalt en Allemagne. Elle date du Paléogène.

## Publication originale
- (en) Wunderlich, 2004 : The fossil spiders of the family Linyphiidae in Baltic and Dominican amber (Araneae:Linyphiidae). Beiträge zur Araneologie, vol. 3, p. 1298–1373.